# Herbert Ross
Herbert David Ross (New York, 13 maggio 1927 – New York, 9 ottobre 2001) è stato un regista, coreografo e produttore cinematografico statunitense.

## Biografia
Nel 1942 debuttò a teatro con una compagnia itinerante, mettendo in scena il Macbeth. Nel 1950 iniziò la sua carriera di coreografo con l'American Ballet Theatre. Il primo film per cui curò le coreografie fu Carmen Jones (1954). Nel 1961 lavorò in Italia, con Pietro Garinei e Sandro Giovannini, per le coreografie di Rinaldo in campo, con Delia Scala, Domenico Modugno e Paolo Panelli. Nel 1968 collaborò con Barbra Streisand come coreografo e regista dei numeri musicali per la pellicola Funny Girl. Nel 1972 diresse l'adattamento della celebre opera teatrale di Woody Allen Provaci ancora, Sam, interpretata dallo stesso Allen e da Diane Keaton. Nel 1975 lavorò ad un altro adattamento, quello dell'opera teatrale di Neil Simon I ragazzi irresistibili, la prima di diversi adattamenti di lavori di Simon da lui diretti in seguito.
Ottenne un grande successo ancora una volta con un adattamento, quello dell'opera di Robert Harling Fiori d'acciaio (1989), con Sally Field, Dolly Parton e Shirley MacLaine; fu il suo ultimo film fino al 1995, quando produsse e diresse A proposito di donne, con Whoopi Goldberg, Mary-Louise Parker e Drew Barrymore. Si sposò due volte, la prima volta con la ballerina Nora Kaye, morta di cancro nel 1987 all'età di 67 anni, e successivamente con Lee Radziwill, dalla quale divorziò nel 2001. Herbert Ross morì all'età di 74 anni a New York per un attacco di cuore ed è sepolto al Westwood Village Memorial Park Cemetery di Los Angeles.

## Filmografia
- Goodbye Mr. Chips (1969)
- Il gufo e la gattina (The Owl and the Pussycat) (1970)
- Appuntamento con una ragazza che si sente sola (T.R. Baskin) (1971)
- Provaci ancora, Sam (Play It Again, Sam) (1972)
- Un rebus per l'assassino (The Last of Sheila) (1973)
- Funny Lady (1975)
- I ragazzi irresistibili (The Sunshine Boys) (1975)
- Sherlock Holmes - Soluzione settepercento (The Seven-Per-Cent Solution) (1976)
- Due vite, una svolta (The Turning Point) (1977)
- Goodbye amore mio! (The Goodbye Girl) (1977)
- California Suite (1978)
- Nijinsky (1980)
- Spiccioli dal cielo (Pennies from Heaven) (1981)
- Quel giardino di aranci fatti in casa (I Ought to Be in Pictures) (1982)
- Per fortuna c'è un ladro in famiglia (Max Dugan Returns) (1983)
- Footloose (1984)
- Protocol (1984)
- Giselle (Dancers) (1987)
- Il segreto del mio successo (The Secret of My Succe$s) (1987)
- Fiori d'acciaio (Steel Magnolias) (1989)
- Il testimone più pazzo del mondo (My Blue Heaven) (1990)
- I corridoi del potere (True Colors) (1991)
- Coppia d'azione (Undercover Blues) (1993)
- A proposito di donne (Boys on the Side) (1995)